# Pierzchowice
Pierzchowice – wieś w Polsce położona w województwie pomorskim, w powiecie sztumskim, w gminie Mikołajki Pomorskie.
| SIMC    | Nazwa    | Rodzaj     |
| ------- | -------- | ---------- |
| 0152514 | Wilczewo | przysiółek |

Wieś królewska położona była w II połowie XVI wieku w województwie malborskim. W latach 1975–1998 miejscowość administracyjnie należała do województwa elbląskiego.